# Kuih kochi
Le kue kochi ou koci est une boulette d'Asie du Sud-Est maritime (kue ou kuih) que l'on trouve dans la cuisine javanaise, malaise et peranakan. Elle est fabriquée à partir de farine de riz gluant et fourrée de noix de coco avec du sucre de palme,.
Au Brunei, en Indonésie, en Malaisie et à Singapour, ce snack est souvent considéré comme un dessert et peut être consommé à tout moment (au petit déjeuner ou à l'heure du thé). La couleur noire du riz non poli symbolise la mort, tandis que la garniture sucrée représente la résurrection. 